# مو خرمایی

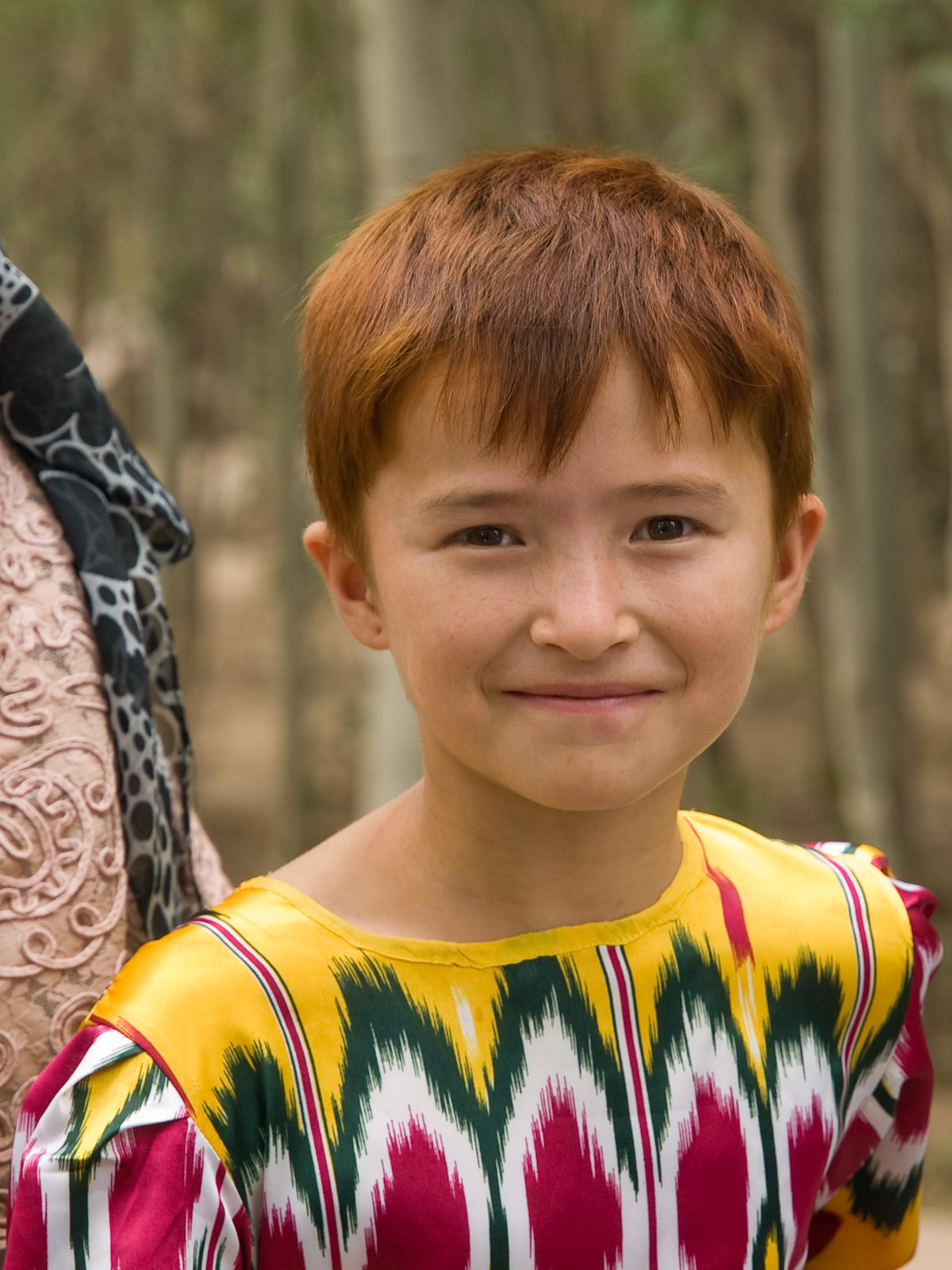
یک کودک اویغور در منطقه سین کیانگ چین با موهای خرمایی

مو خُرمایی (به انگلیسی: Auburn hair)، نوعی موی قرمز است که معمولاً به رنگ قرمز مایل به قهوه‌ای یا زنجبیلی مایل به قهوه ای گفته می شود. خرمایی محدوده ای در سایه‌های  متوسط تا تیره را دارا است. این نوع رنگ مو با طیف گسترده‌ای از رنگ‌های پوستی و رنگ چشم قابل یافت است. رنگدانه‌های شیمیایی که باعث رنگ‌آمیزی موهای خرمایی می‌شوند غالباً فوملانین با مقادیر بالای یوملانیک هستند. با این حال، موهای طلایی است که به دلیل جهش‌یافته گیرنده ملانوکاروتین 1 در افراد با نژاد شمال شرق اروپا و توسط ژن جهش یافتهTYRP1 ژن در ملانین‌ها است.

## نگارخانه

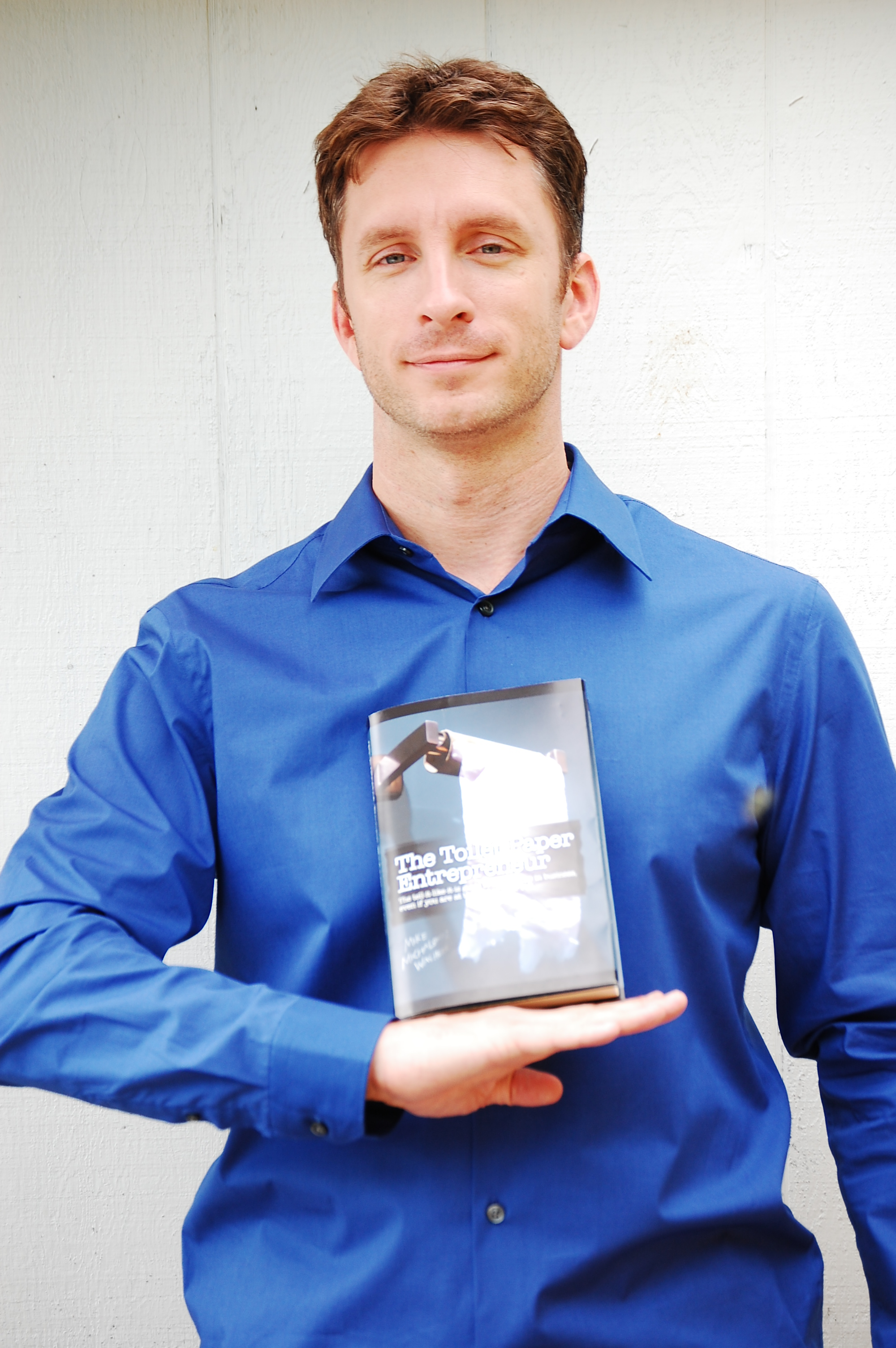
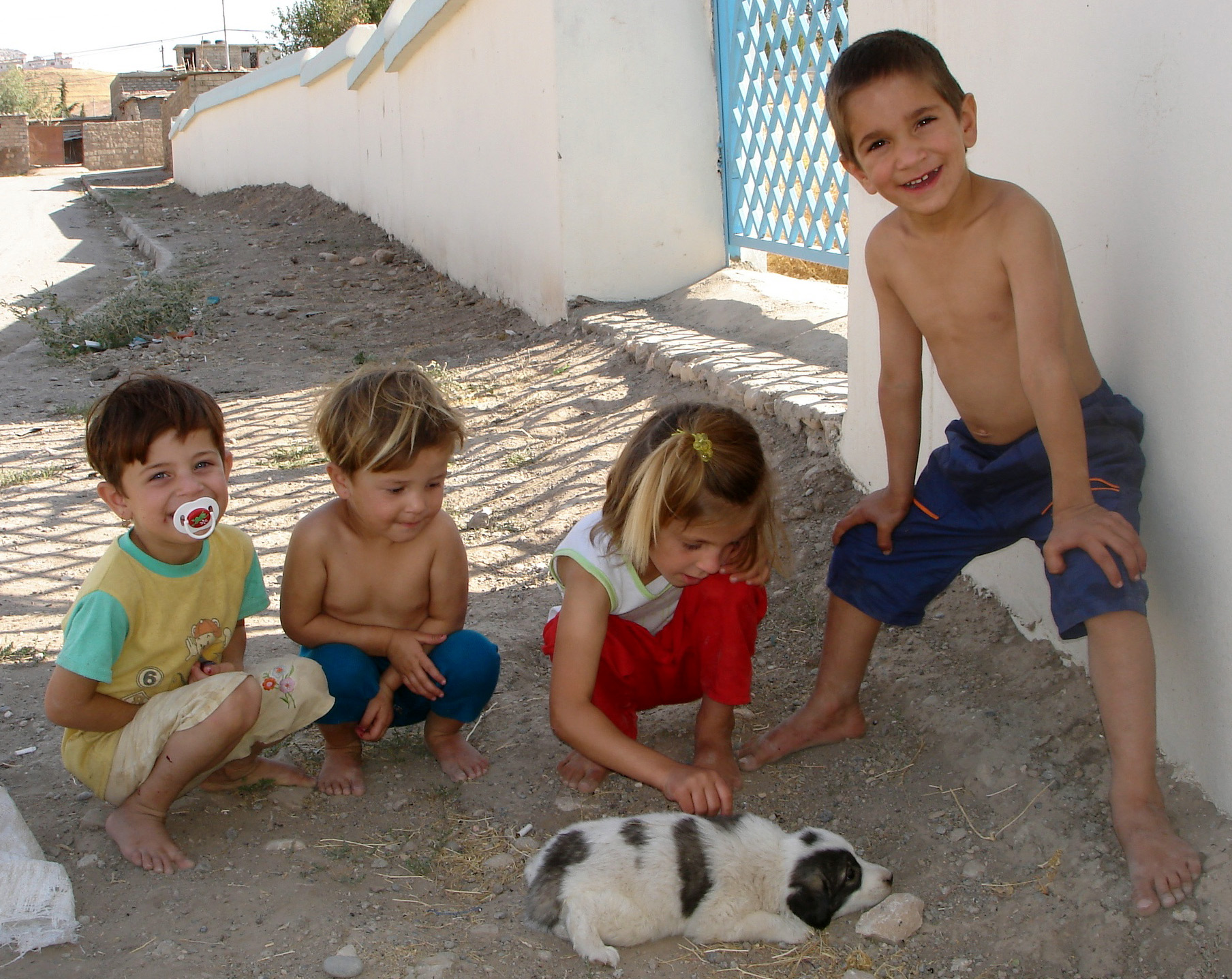
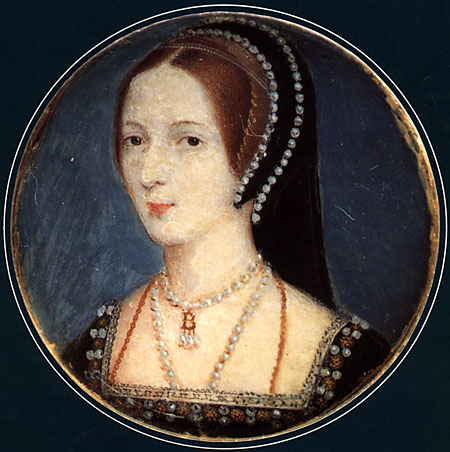
ملکه انگلستان، آن بولین